# روب ادواردز
روب ادواردز (بالإنجليزية: Rob Edwards)‏ (23 فبراير 1970 بمانشستر في المملكة المتحدة - ) هو لاعب كرة قدم بريطاني في مركز الظهير. لعب مع هدرسفيلد تاون وMossley A.F.C. ‏ وOssett Albion A.F.C. ‏ ونادي كرو ألكساندرا ونادي تشيسترفيلد.

## وصلات خارجية
- روب ادواردز على موقع قاعدة بيانات كرة القدم.إي يو (الإنجليزية)
- روب ادواردز على موقع Soccerbase.com (لاعب) (الإنجليزية)